# 고노우라정 (나가사키현)
고노우라정(일본어: 郷ノ浦町)은 나가사키현의 이키섬 남서부 (이키군)에 있던 정이다. 2004년 3월 1일에 가쓰모토정, 아시베정, 이시다정과 합병해 이키시가 되었다.

## 지리
이키섬 남서부에 위치해 있다.

## 역사
- 1889년 4월 1일 - 정촌제 시행에 의해 이시다군 무쇼즈정, 와타라촌, 야나기다촌, 누마즈촌, 시와라촌, 하쓰야마촌이 성립하였다.
- 1925년 2월 11일 - 무쇼즈정, 와타라촌, 야나기다촌, 누마즈촌, 시와라촌, 하쓰야마촌이 합병해 고노우라정이 성립하였다.
- 2004년 3월 1일 -  가쓰모토정, 아시베정, 이시다정과 합병, 시로 승격해 이키시가 성립해, 고노우라정은 소멸하였다.